# اختبار تحمل الجلوكوز
اختبار تحمل الجلوكوز (بالإنجليزية: Glucose tolerance test)‏ هو اختبار طبي يُعطى فيه المريض الجلوكوز ثم تُؤخذ منه عينات الدم بعد ذلك لتحديد مدى سرعة ذهابه من الدم. يستخدم الاختبار عادة لتحري الداء السكري، ومقاومة الإنسولين، وضعف وظيفة خلايا بيتا، وفي بعض الأحيان نقص سكر الدم الارتكاسي وضخامة الأطراف، أو الاضطرابات النادرة في استقلاب السكريات. في الشكل الأكثر شيوعاً من الاختبار، اختبار تحمل الجلوكوز الفموي (OGTT)، يتم تناول جرعة قياسية من الجلوكوز عن طريق الفم ثم يفحص مستويات غلوكوز الدم بعد ساعتين. طورت العديد من الاختلافات في اختبار تحمل الغلوكوز GTT على مر السنين لأغراض مختلفة، مع جرعات قياسية مختلفة من الجلوكوز، وطرق مختلفة من الإعطاء، وفترات مختلفة لأخذ العينات، ومواد مختلفة قيست بالإضافة إلى جلوكوز الدم.

## تاريخياً
وُصف اختبار تحمل الجلوكوز لأول مرة عام 1923 بواسطة جيروم دبليو. كون.
اعتمد الاختبار على العمل السابق عام 1913 من قبل A. T. B. Jacobson في تحديد أن تناول الكربوهيدرات يؤدي إلى تبدلات في مستوى جلوكوز الدم، والفرضية (التي سميت بظاهرة ستاوب - تراوغوت بعد أول مراقبين لها H. Staub في عام 1921 وK. Traugott في عام 1922) أن المريض العادي الذي يتغذى على الجلوكوز سيعود بسرعة إلى مستويات طبيعية من جلوكوز الدم بعد الارتفاع الأولي، وسيشهد تحسناً في رد الفعل تجاه التغذية اللاحقة بالجلوكوز.

## الاختبار
منذ سبعينيات القرن الماضي، وافقت منظمة الصحة العالمية والمنظمات الأخرى المهتمة بالداء السكري على جرعة ومدة معيارية.

### التحضير
يُطلب من المريض عدم تقييد تناول الكربوهيدرات في الأيام أو الأسابيع التي تسبق الاختبار، حيث يجب أن يكون الاستهلاك اليومي الأدنى من الكربوهيدرات 150 غرام لمدة ثلاثة أيام على الأقل. كذلك لا يجرى الاختبار أثناء المرض، لأن النتائج أثناء المرض قد لا تعكس استقلاب الجلوكوز عندما يكون المريض بصحة جيدة، ولا ينبغي إعطاء الجرعة الكاملة للبالغين لشخص يقل وزنه عن 42.6 كغ (94 رطلاً)، لأن إعطاء الجلوكوز المفرط قد يؤدي إلى نتيجة إيجابية كاذبة. عادة ما يتم إجراء اختبار تحمل الجلوكوز الفموي OGTT صباحاً حيث يمكن أن يبدي تحمل الجلوكوز تواتر يومي مع انخفاض كبير في فترة ما بعد الظهر. يُطلب من المريض الصيام (يُسمح بالماء) لمدة 8-12 ساعة قبل الاختبار. الأدوية مثل الجرعات الكبيرة من الساليسيلات، مدرات البول، مضادات الاختلاج، وموانع الحمل الفموية تؤثر على اختبار تحمل الجلوكوز.

### طريقة الإجراء[8]
1. في لحظة بدء الاختبار تسحب عينة دم لقياس الغلوكوز (القيمة القاعدية).
2. ثم يُعطى المريض جرعة مُقاسة من محلول الجلوكوز ليشربه خلال 5 دقائق.
3. يُسحب الدم على فترات لقياس الجلوكوز (سكر الدم)، وأحياناً مستويات الأنسولين. تختلف الفترات الزمنية وعدد العينات حسب الغرض من الاختبار. لاختبار الداء السكري، فإن العينة الأكثر أهمية هي العينة التي تؤخذ بعد ساعتين وقد تكون العينات التي تم جمعها في بداية الوقت وبعد ساعتين من بداية الاختبار هي العينات الوحيدة التي تم جمعها. قد يستمر المختبر في جمع عينات الدم لمدة تصل حتى 6 ساعات وفقاً للبروتوكول الذي يطلبه الطبيب.

### جرعة الجلوكوز والاختلافات
- توصي منظمة الصحة العالمية باستخدام 75 غ من الغلوكوز فموياً عند جميع البالغين،[13] وهي الجرعة الرئيسية المستخدمة في الولايات المتحدة.[14] تُعدَّل الجرعة حسب الوزن عند الأطفال فقط.[13] يجب شرب الجرعة خلال 5 دقائق.
- غالباً ما تستخدم جرعة مختلفة أثناء الحمل عند المسح عن السكري الحملي، إذ تبلغ الجرعة 50 غ على مدار ساعة واحدة. إذا رُفعت، تُتبَع عندئذٍ بجرعة 100 غ على مدار ثلاث ساعات.[14]
- في الممارسة العامة في المملكة المتحدة، يتم توفير جرعة تحميل الجلوكوز القياسية عن طريق شرب 394 مل من مشروب الطاقة لوكوزايد (Lucozade) مع نكهة كربونية أصلية، ولكن استبدل ذلك بالمشروبات المُعدِّة لهذا الغرض.[15][16]
- في البرتغال، يتم توفير جرعة تحميل الجلوكوز القياسية بواسطة المختبر أو المستشفى عن طريق 200 مل من السوائل في عبوات بلاستيكية. العلامة التجارية الأكثر شهرة هي توب ستار (TopStar)، المُنتجَة في البرتغال. يوصى بجرعة 75 غ عن طريق الفم لجميع البالغين، والتي تُعدل حسب الوزن عند الأطفال. ومع ذلك، تستخدم جرعات 50 غ و100 غ أيضاً، وهي متوفرة بنكهة البرتقال، الليمون، والكولا.
- البديل الذي صاغه الدكتور بيتر عطية على أنه «العَالَم الحقيقي» لاختبار تحمل الغلوكوز الفموي يتضمن استهلاك الأرز أو الخبز.[17][18]

### قياس المواد واختلافاتها
في حالة الاشتباه ببيلة سكرية كلوية (سكر يفرز في البول على الرغم من المستويات الطبيعية في الدم)، يمكن أيضاً جمع عينات من البول للاختبار عند الصيام وعند الساعة الثانية من اختبارات الدم.

## النتائج
- يجب أن يكون جلوكوز الدم الصيامي (يقاس قبل بدء اختبار تحمل الغلوكوز الفموي) أقل من 5.6 ملي مول/ل (100 ملغ/ دل). تشير مستويات غلوكوزالدم الصيامي بين 5.6 و6.9 ملي مول/ ل (100 و125 ملغ/ دل) إلى ما قبل الداء السكري ("اضطراب الجلوكوز الصيامي")، كما أن مستويات الغلوكز الصيامية المتكررة عند 7.0 ملي مول/ل (> 126 ملغ/دل) تُشخص الداء السكري.[14]

- بالنسبة للساعة الثانية من اختبار تحمل الغلوكوز مع تناول 75 غ من الغلوكوز، يكون مستوى الجلوكوز أقل من 7.8 ملي مول/ل (140 ملغ/ دل) طبيعياً، بينما تشير المستويات الأعلى إلى فرط سكر الدم. يشير جلوكوز الدم بين 7.8 ملي مول/ل (140 ملغ/دل) و11.1 ملي مول/ل (200 ملغ/دل) إلى "ضعف تحمل الجلوكوز"، وتؤكد المستويات عند أو فوق 11.1 ملي مول/ل (200 ملغ/دل) في الساعة الثانية من الاختبار على تشخيص الداء السكري.[14]

- بالنسبة للسكري الحملي، توصي الكلية الأمريكية لأطباء الأمراض النسائية والتوليد (ACOG) بالإجراء ذو الخطوتين، حيث تكون الخطوة الأولى هي جرعة 50 غ من الجلوكوز.[14][19] إذا كان مستوى الجلوكوز في الدم بعد ساعة واحدة أكثر من 7.8 ملي مول/ل (140 ملغ/دل)،[14] يتبعه 100 غ من الجلوكوز.[14] يتم بعد ذلك تشخيص السكري الحملي من خلال اجتماع مستوى الجلوكوز في الدم أو تجاوزمجال قيم الغلوكوز في فترتين على الأقل،[14] على النحو التالي:[14]
- قبل تناول الجلوكوز (الصيامي): 5.3 ملي مول/ل (95 ملغ/دل)
- بعد ساعة واحدة من شرب محلول الجلوكوز: 10.0 ملي مول/ل (180 ملغ/دل)
- بعد ساعتان: 8.6 ملي مول/ل (155 ملغ/دل)
- بعد ثلاث ساعات: 7.8 ملي مول/ل (140 ملغ/دل)

## وصلات خارجية
- اختبار تحمل الجلوكز
- Lab Tests Online: Glucose (including OGTT)